# أو أل أو (طلبات عبر الانترنت)
أو أل أو نظام لطلب الطعام عبر الإنترنت من الهاتف ومنصة تتيح للزبائن الطلب من قوائم الطعام القوائم عبر الإنترنت وكذلك الدفع المسبق من خلال اجهزة المحمول الخاصة بهم أو من خلال اجهزة الكمبيوتر المنزلية. هذه الشركة مقرها في نيويورك.
تأسست شركة أو أل أو تحت اسم جوموبو في عام 2005 بواسطة الريادي رجل الأعمال نوح جلاس،  وقد عمل مع المقاهي والمطاعم في كل من مدينتي نيو هافن ونيويورك. وكان قد تمت إعادة تسمية الشركة باسم أو.ال.أو في عام 2010 وذلك اختصارا لـ "الطلب عبر الإنترنت". وكان شعار ماركتهم التجارية المسجلة هو سكيب ذا لاين ®". تعمل أو.ال.أو مع سلسلة مطاعم في جميع أنحاء الولايات المتحدة؛  وتبعا لتقرير 2015 الذي صدرفي مجلة فورتون، فإن الشركة قد خدمت حوالي 10 ملايين عميل. وكانت تقارير تقارير الشركة قد وصلت إلى 40 مليون مستخدم في عام 2017.
وفي عام 2017، ذكرت شركة أو.ال.أو أنها خدمت حوالي 40 مليون مستخدم. ووفقًا لمقالة في مجلة فوربس دوت كوم في أكتوبرعام 2013، اقر عملاء أو.ال.أو عن زيادة متوسط أحجام التذاكر بنسبة 25 بالمائة. وشهد بعض العملاء زيادة تصل إلى 73 بالمائة في حجم التذاكر.
يعمل أو.ال.أو مع المطاعم لإنشاء تطبيقات علي الهاتف المحمول لأجهزة الاندرويد والبلاك بيري والاي فون، وايضا الطلب من إلى المواقع الالكترونية المخصصة للطلب عبر اجهزة المحمول. هذه المنتجات للطلب عبر الإنترنت لها علامات بيضاء وتتكامل مع أنظمة نقاط البيع في المطاعم. عندما بدأت أو.ال.أو في عام 2005(والتي كانت بعد ذلك جو موبو) أول شركة أمريكية تقدم امكانية ترتيب الرسائل النصية؛  أطلقت تطبيقها المستند إلى ايفون في عام 2009. جمعت الشركة 63.25 مليون دولار أمريكي من إجمالي التمويل من فوندر كوليكتيف وارار أي كابيتال وكور كابيتال وباي بال وسيفتي كابيتال ورين جروب وديني ماير، الرئيس التنفيذي لمجموعة يونيون سكوير هوسبيتاليتي، وأعضاء مجلس إدارة أو.ال.أو.